# سلع مضادة للتنافس

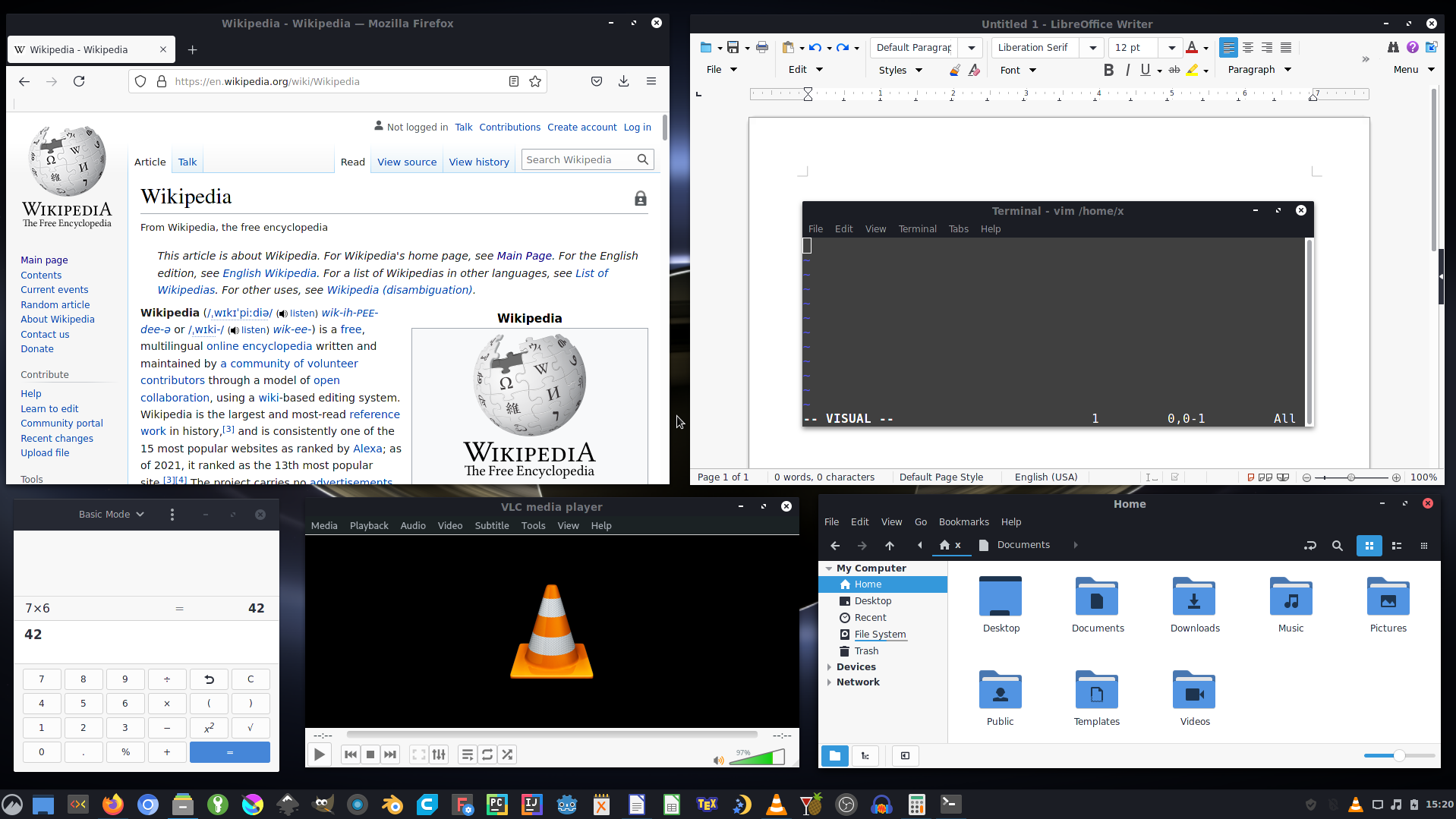
تٌعد البرمجيات الحرة مفتوحة المصدر مضادة للتنافس

السلع المضادة للتنافس (بالإنجليزية: Anti-rival good)‏ هي مصطلح جديد اقترحه ستيفن ويبر تشير، التي وفقاً لتعريفه، فإنها تعد العكس التام للسلع المنافسة. حيث تزيد الفائدة التي يتلقاها كل فرد بمقدار تزايد عدد الأشخاص الذين يشاركون في استخدام هذه السلعة المضادة للمنافسة. وتشمل الأمثلة على ذلك البرمجيات والسلع المعلوماتية الأخرى التي تنتج عن طريق عملية الإنتاج المشترك عبر المجتمعات.

تفي السلع المضادة للتنافس بمعايير السلع العامة لأنها غير قابلة للاستبعاد (متاحة بحرية للجميع) وغير تنافسية (استهلاك شخص واحد لا يقلل من الكمية المتاحة للآخرين). ومع ذلك، فإنها تتميز بجودة إضافية وهي أنها تُنشئ من أفراد خاصين للفائدة المشتركة دون أن يكون الدافع الرئيسي هو الإيثار الخالص، بل لأن المساهم الفردي يتلقى أيضًا فوائد من مساهمات الآخرين.

## برنامج مجاني مفتوح المصدر
وصف لورنس ليسيج البرمجيات الحرة مفتوحة المصدر بأنها مضادة للتنافس: "ليس فقط أن الكود غير متنافس؛ بل إن الكود بشكل خاص، والمعرفة (على الأقل بعضها) بشكل عام، هي، كما يسميها ويبر، 'مضادة للتنافس'. لست فقط لست تضر عندما تشارك شيئًا مضادًا للتنافس: بل أستفيد من ذلك".

## تأثيرات الشبكة
إن إنتاج السلع المضادة للتنافس يستفيد عادةً من تأثير الشبكة. يقتبس ليونج (2006)  من ويبر (2004) قائلاً: "في ظل ظروف المضادية للتنافس، كلما زاد حجم المجموعة المتصلة بالإنترنت، وكان هناك توزيع متنوع للدوافع بين الأشخاص الذين لديهم مستوى عالٍ من الاهتمام وبعض الموارد للاستثمار، فمن المرجح أكثر أن يوفر المجموعة الكبيرة السلعة، بكل الأمور المتساوية، من مجموعة صغيرة".
على الرغم من أن هذا المصطلح هو ابتكار لغوي حديث، فإن هذه الفئة من السلع قد لا تكون جديدة ولا محصورة في عصر الإنترنت. وفقًا لليسيج، فإن اللغة الإنجليزية تفي بالمعايير ذاتها، حيث إن أي لغة طبيعية تعد سلعة مضادة للتنافس. يشير المصطلح أيضًا إلى المعاملة بالمثل ومفهوم اقتصاد الهبات.

## مجموعات البيانات
يصرّ الباحث نيكاندر وآخرون على أن بعض من مجموعات البيانات مضادة للتنافس، ويستند هذا الادعاء إلى ثلاثة ملاحظات:
1. المشاركة أرخص من تبادل البيانات، لأن التبادل يتطلب محوًا بالإضافة إلى نقل البيانات.
2. إذا كانت تكلفة النسخ لا تذكر، فإن تخصيص أمثلية باريتو لأي مجموعة بيانات من هذا القبيل هو (قريب) من التوافر العالمي.
3. تزداد قيمة العديد من مجموعات البيانات مع زيادة عدد المستخدمين، لأن المعرفة المشتركة تميل إلى تقليل الحواجز التي تعترض الفهم والتعاون. ويتناقض هذا بشكل حاد مع السلع المادية، حيث يقلل استهلاك الفرد وقد يلغي القيمة إلى الآخر.[5]

وبالطبع، يفترض ذلك أن المعطيات المُشاركة لا تتضمن استخدامات قد تؤذي الناس.

## أنظر أيضًا
- تأثير الشبكة
- قانون متكالف
- التنافس (علم الاقتصاد)